# Eucereon obscurior
Eucereon obscurior är en fjärilsart som beskrevs av Max Wilhelm Karl Draudt 1931. Eucereon obscurior ingår i släktet Eucereon och familjen björnspinnare. Inga underarter finns listade i Catalogue of Life.